# Cornelius P. Rhoads
Cornelius P. Rhoads (* 1898; † 1959) war ein US-amerikanischer Pathologe, der Menschenversuche durchführte, die angeblich zum Tode von Patienten führten.
Es wurde behauptet, dass er 1931, während er für das Rockefeller Institute for Medical Research (heute Rockefeller University) arbeitete, vorsätzlich etliche Patienten aus Puerto Rico mit Krebszellen infiziert haben soll.
In einem Brief, der später gefunden wurde, schrieb er:
The Porto Ricans (sic) are the dirtiest, laziest, most degenerate and thievish race of men ever to inhabit this sphere... I have done my best to further the process of extermination by killing off eight and transplanting cancer into several more... .
Die Porto Ricaner (sic) sind die dreckigsten, faulsten, am schlimmsten degenerierten und räuberischsten Menschen, die jemals in dieser Gegend gelebt haben...Ich habe mein Bestes getan, um den Vernichtungsprozess voranzutreiben und acht von ihnen getötet und ich habe Krebs in etliche weitere transplantiert...

Später behauptete er, er hätte in einem Moment des Zorns – seine Karriere sei zerstört worden – geschrieben, und dass nichts, was er geschrieben habe, der Wahrheit entsprach. 1932 wurde er vom puerto-ricanischen Aktivisten Pedro Albizu Campos beschuldigt, diese Experimente durchgeführt zu haben.
Laut dem Arzt Hector Pesquera wurden mindestens 13 Menschen bei diesen Experimenten getötet, das Science Magazine berichtete, dass 13 Patienten durch Rhoads getötet wurden. Susan E. Lederer, Vorsitzende des Medical History and Bio-ethics department (Abteilung für Medizingeschichte und Bioethik) der University of Wisconsin, behauptet allerdings, dass die sorgfältige Überprüfung der Akten des Presbyterian Hospitals in San Juan, wo Rhoads tätig war, keine Hinweise bezüglich auffälliger Todesfälle ergeben hätte.
Rhoads hätte an Hakenwürmer-Befall und Blutarmut geforscht und die Puerto-Ricaner hätten häufig unter diesem Problem zu leiden gehabt. Rhoads' Aktivitäten wurden von der Regierung Puerto Ricos und dem Rockefeller Institute mehrfach untersucht und es wurde nicht festgestellt, dass er Puerto-Ricaner ermordet habe.
Er arbeitete später an der Entwicklung von biologischen und chemischen Kampfstoffen in Maryland, Utah und Panama. Nach dem Zweiten Weltkrieg arbeitete Rhoads als Direktor des Sloan Kettering Cancer Center und war Berater der United States Atomic Energy Commission in Bezug auf  „nukleare Medizin“. Er wurde mit dem Orden Legion of Merit ausgezeichnet.
2002 kontaktierte der Biologie-Professor Edwin Vazquez die American Association for Cancer Research (AACR). Im Jahre 2003 beschloss der AACR, dass der 1979 gestiftete und jährlich vergebene Cornelius P. Rhoads Memorial Award umbenannt werden wird. „Auch wenn die Untersuchungen die Schuld nicht positiv nachgewiesen haben, so sei doch der Brief allein Grund genug, den Preis umzubenennen.“ Der Preis heißt nun AACR Award for Outstanding Achievement in Cancer Research.